# Межпоперечные мышцы
Межпоперечные мышцы (лат. Musculi intertransversarii) — короткие мышцы, которые натянуты между поперечными отростками соседних позвонков. Относятся к глубоким мышцам спины. Различают задние и передние межпоперечные мышцы шеи, межпоперечные мышцы груди, латеральные и медиальные межпоперечные мышцы поясницы.

## Функция
Удерживают позвоночный столб. При одностороннем сокращении наклоняют его в сторону.